# Mât d'amarrage
Pour les articles homonymes, voir Amarrage.

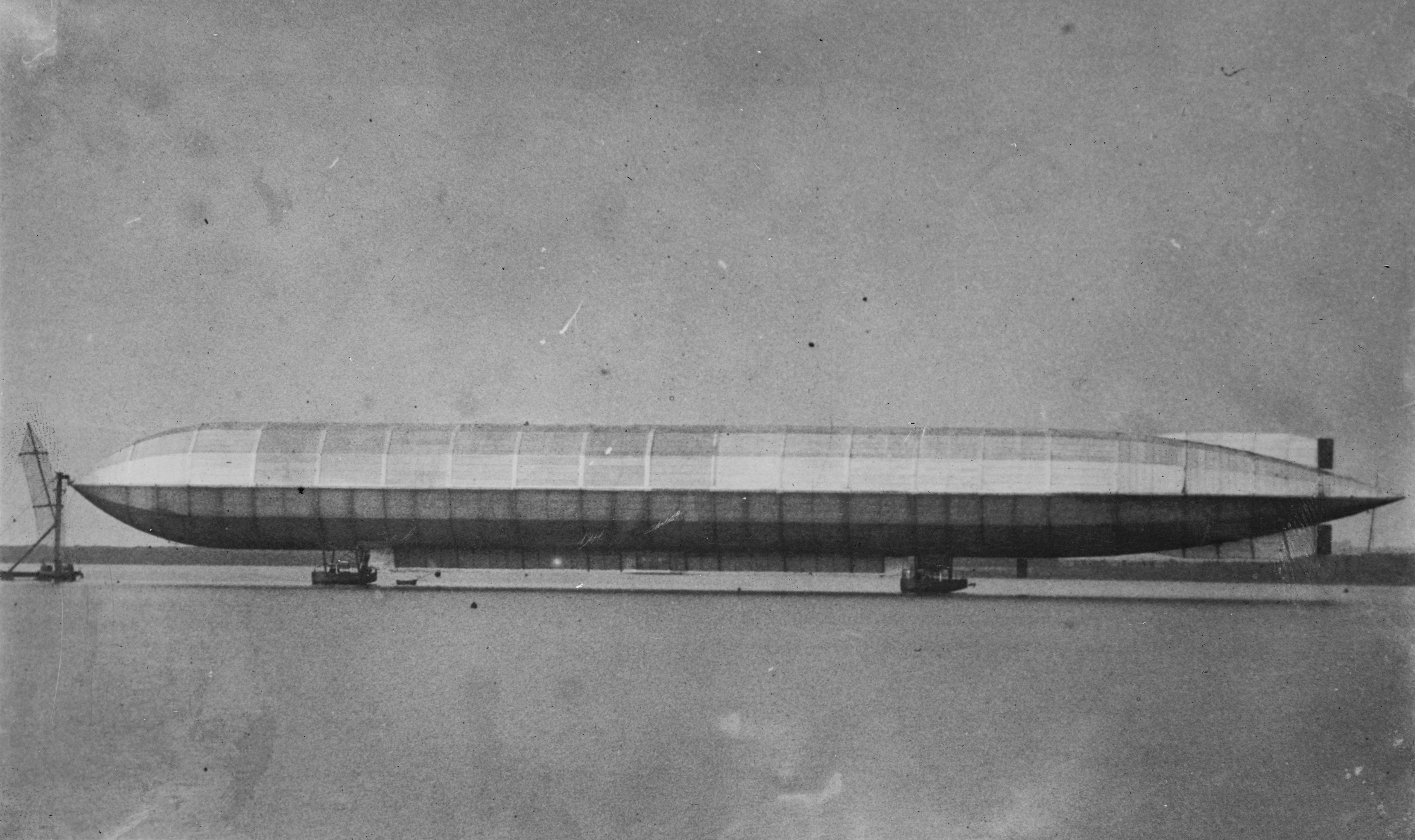
HMA No 1 (Mayfly) – le premier dirigeable attaché à un mât.

Un mât d'amarrage ou d'ancrage est une tour destinée à immobiliser l'avant d'un ballon dirigeable sur un aérodrome, ou une étendue d'eau. Pendant un court séjour, il peut supporter les câbles électriques et les canalisations d'eau potable assurant le fonctionnement de l'appareil. Pour des périodes plus longues, l'aérostat est abrité sous un hangar à dirigeables pour le protéger des intempéries, en particulier des vents qui peuvent l'emporter.
Le mât d'amarrage est apparu quelques années après le début des dirigeables comme une solution simple pour stabiliser la position des appareils à l'arrêt avec un personnel réduit. Le premier appareil à utiliser une telle tour était le HMA (His Majesty's Airship) No.1, surnommé le Mayfly, le 22 mai 1911. Le mât de 38 pieds (12 m) était monté sur un ponton flottant.
L'un des mâts les plus connus est la tour surplombant l’Empire State Building à New York, convertie en tour de télécommunication quand l'expérience a montré que les conditions météorologiques à cette altitude et sa position en pleine ville ne permettaient pas un amarrage de longue durée,,.

## Principe

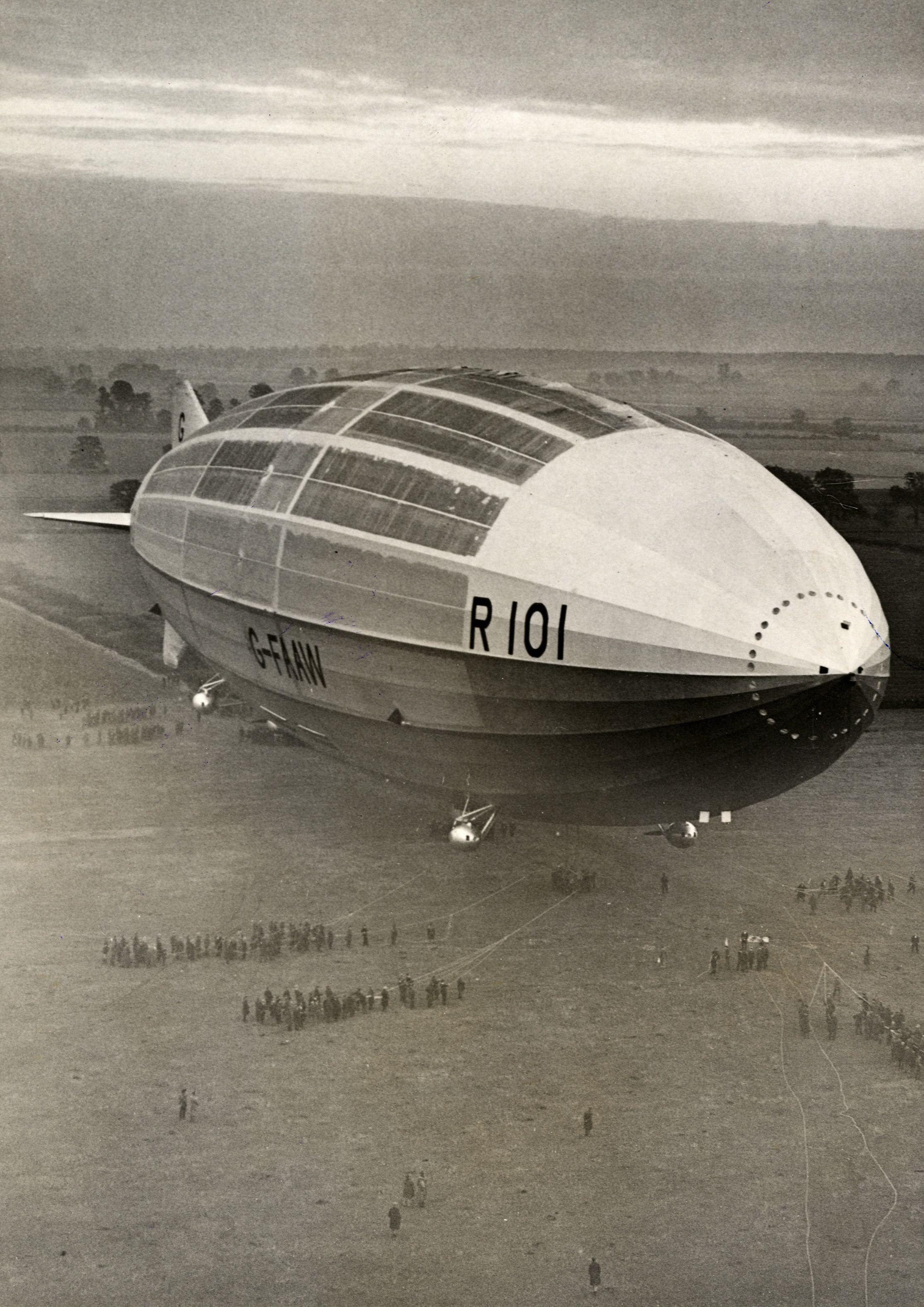
Amarrage sans mât du R101 et demandant un grand nombre de personnes.

Avant le développement des mâts d'amarrage, des filins devaient être jetés de plusieurs endroits de chaque côté du dirigeable et un grand nombre de personnes devaient les tirer afin d'ancrer fermement l'appareil au sol comme il est visible dans l'image ci-contre. Par exemple, jusqu'à 340 hommes étaient nécessaire pour amarrer les dirigeables américains USS Akron et Macon. Ceux-ci étaient à la merci des vents et d'une fausse manœuvre de l'appareil qui pouvaient les soulever de terre. Dans un incident capturé sur film en 1932 lors de l'amarrage de l’Akron, trois hommes ont été soulevés à une grande hauteur et deux sont morts dans la chute subséquente. Le survivant a pu s'accrocher au filin et être rescapé par l'équipage,.
Avec un mât, le pilote dirige la pointe avant du ballon vers celui-ci. Lorsque l'appareil est stabilisé à une certaine hauteur au-dessus de la tour, un filin est lâché de la pointe et attrapé au sommet du mât. Grâce au filin et à une manœuvre fine du dirigeable, un récepteur situé sur le mât est ensuite amené à recevoir un point d'ancrage à la pointe du ballon. La direction du dirigeable par rapport au vent peut varier, comme avec une girouette, sans affecter son attache une fois la manœuvre complétée. Le chargement en gaz (hydrogène ou hélium), bagages, denrées comestibles, personnels et passagers peut être ensuite effectué.

## Types
Les mâts peuvent être divisés en deux catégories : ceux en site fixe et ceux mobiles généralement plus courts.

### Mâts fixes

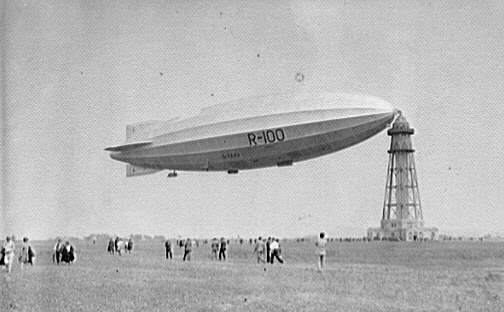
Amarrage du R100 à l'aéroport de Saint-Hubert, Québec, Canada, en 1930

Les Britanniques ont été les premiers à développer cette structure pour leurs installations de Pulham (comté de Dorset) et Cardington (Bedfordshire) entre 1919 et 1921. Ils développèrent un mât de grande taille qui rend l'amarrage du dirigeable plus facile car il minimise les effets de sol qui nuisent à l'approche par le pilote.
Le mât de la RAF à Cardington fut complété en 1926. La structure en treillis d'acier faisait 200 pieds (61 m) de hauteur et son diamètre au sol de 70 pieds (21 m) diminuait en montant pour n'être que de 26,5 pieds (8 m) au niveau de la plateforme d'accès pour les passagers à 170 pieds (52 m) du sol. Celle-ci encerclait le mât et était reliée au dirigeable par une passerelle d'accès pouvant se déplacer sur un rail selon la direction des vents. Au-dessus de ce point, la tour se terminait par un cône renfermant tous les mécanismes d'amarrage. Une seconde plateforme à 142 pieds (43 m) du sol supportait des projecteurs et le poste de manœuvre.

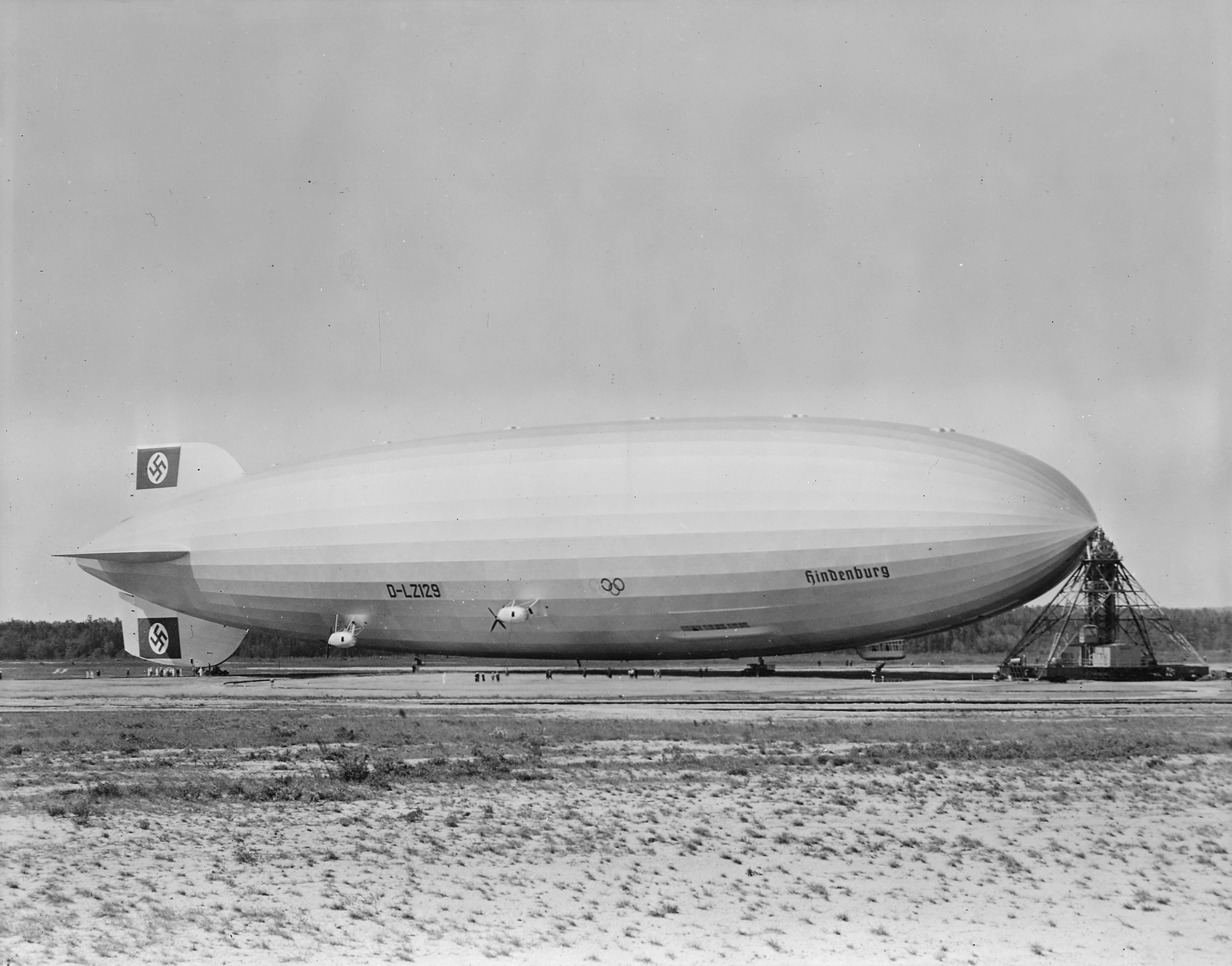
Le Hindenburg amarré à un mât court.

Des mâts de ce type furent construits pour les routes de la British Empire Airship Service reliant le Royaume-Uni à Montréal (Canada), Ismailia (Égypte) et Karachi (alors en Inde et maintenant au Pakistan) mais aucun n'a survécu. Des mâts similaires furent proposés pour l'Australie, Ceylan (maintenant Sri Lanka), Bombay, les îles Cocos, le Kenya, Malte, à Ohakea en Nouvelle-Zélande et en Afrique du Sud.
De leur côté, les Allemands ont adopté des mâts plus courts, dépassant seulement d'un peu le demi-diamètre du ballon, pour des raisons de coûts et de facilité de le changer de place. Lorsque le dirigeable était amarré, sa gouverne inférieure arrière reposait sur un affût monté sur un rail circulaire permettant à la fois de diriger l'appareil face au vent et d'éviter aussi qu'il soit endommagé par un contact avec le sol. Comme la nacelle du ballon était près du sol, passagers et fournitures pouvaient embarquer grâce à une simple rampe de quelques marches. Dans sa forme la plus sophistiquée pour le Hindenburg, la nacelle était également soutenue et le rail avait une jonction avec un autre qui permettait de déplacer le dirigeable vers son hangar.

### Mâts mobiles

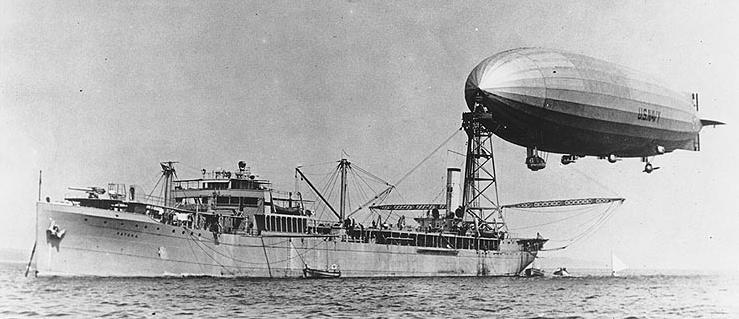
USS Shenandoah amarré au navire USS Patoka (AO-9).

Au moins deux navires de l’US Navy ont été aménagés en aérodromes flottants pour ravitailler des dirigeables en mission de patrouille maritime, de façon similaire à un porte-avions. L’USS Patoka (AO-9) a ainsi servi au ravitaillement de l’USS Shenandoah (ZR-1), de l'USS Los Angeles et de l'USS Akron (ZRS-4) par la courte tour à sa poupe,.
Au moins un autre pays a utilisé le même concept, soit l'Espagne avec le porte-hydravions Dédalo (1922–1935) muni d'un mât en proue pour recevoir des dirigeables,. De son côté, la Royal Navy a considéré transformer le monitor HMS Roberts pour le même usage mais ne l'a jamais réalisé.
De courts mâts mobiles sont utilisés pour l'amarrage des dirigeables modernes. Ces appareils sont en général moins imposants que leurs ancêtres du début du XXe siècle et peuvent être manœuvrés par une équipe restreinte. Les mâts sont montés sur des plates-formes mobiles, sur roues ou rails, et s'opèrent de la même façon que les plus anciens

## Photos

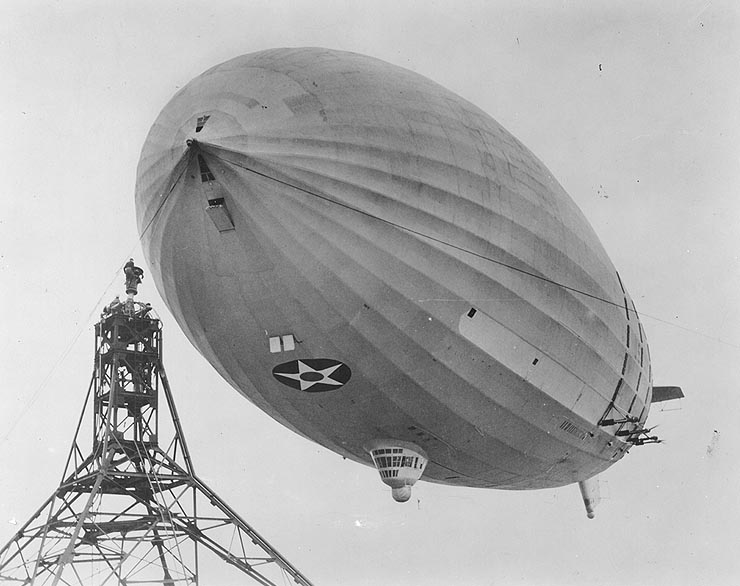
USS Akron à l'approche du mât vers 1931-1933.
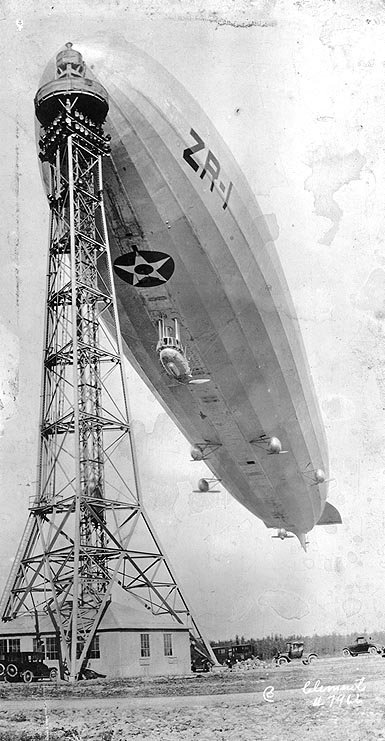
USS Shenandoah attaché à un grand mât.
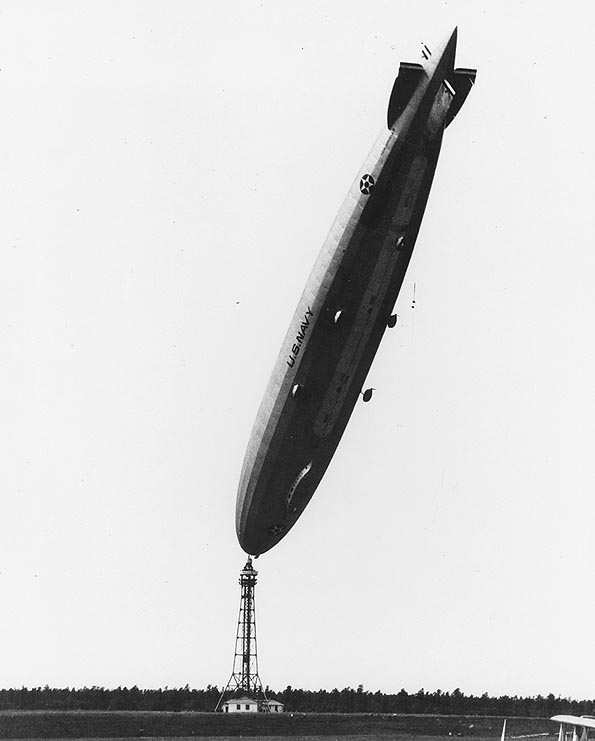
USS Los Angeles soulevé par des rafales de vent lorsqu'attaché à un grand mât.
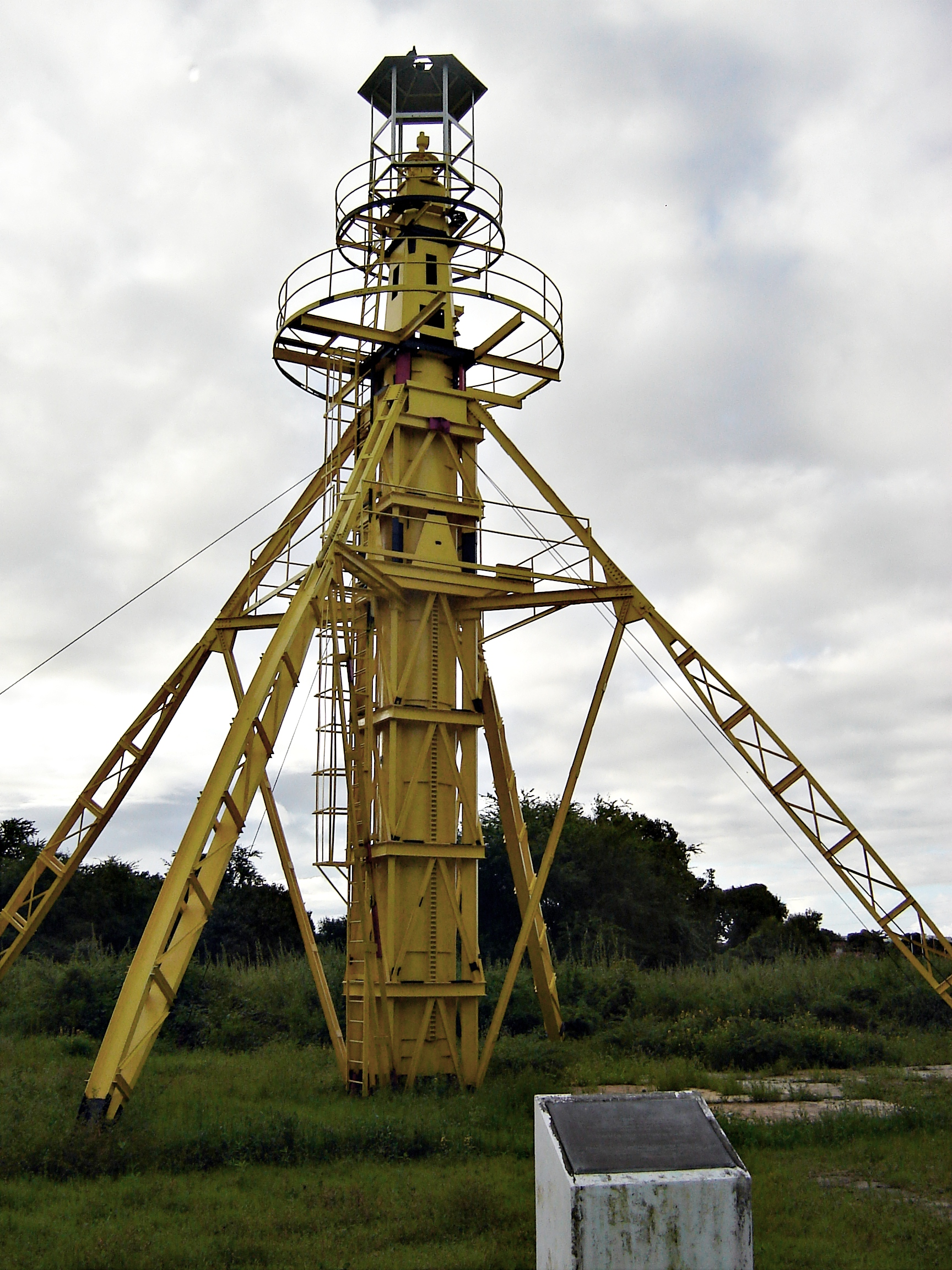
Un mât court à Recife (Brésil), le seul encore aujourd'hui dans sa forme originale, 8° 04′ 42″ S, 34° 55′ 35″ O.
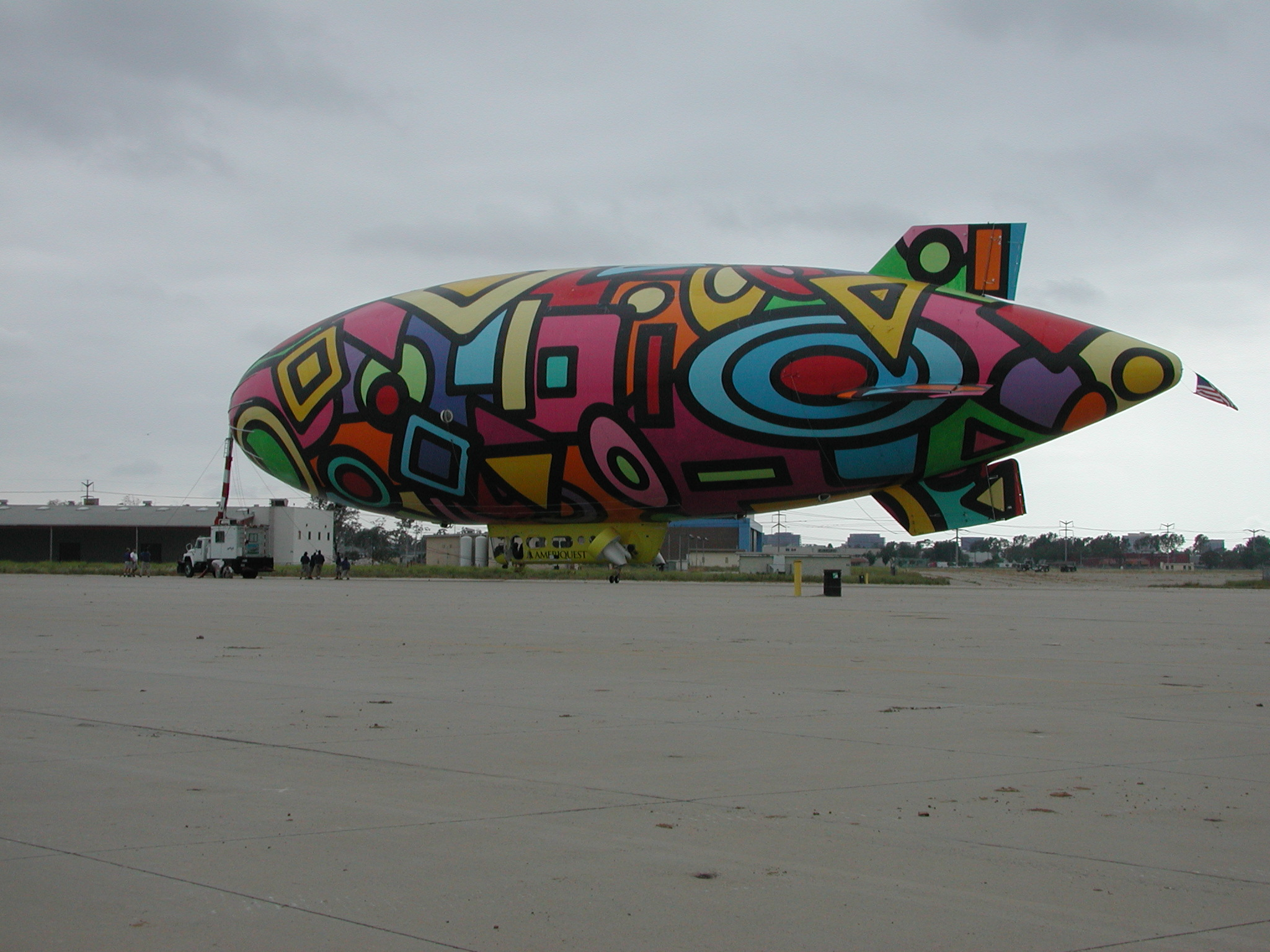
Mât contemporain avec ballon psychédélique.